# Štefurov
Štefurov (ungarisch Istvánd – bis 1907 Stefuró) ist eine Gemeinde im Nordosten der Slowakei mit 99 Einwohnern (Stand 31. Dezember 2024), die im Okres Svidník, einem Kreis des Prešovský kraj sowie in der traditionellen Landschaft Šariš liegt.

## Geographie

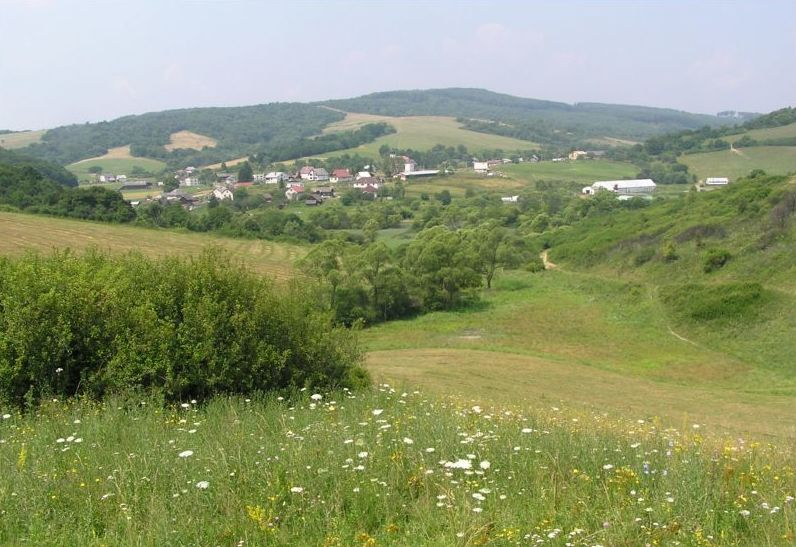
Štefurov

Die Gemeinde befindet sich in den Niederen Beskiden, noch genauer im Bergland Ondavská vrchovina, im Tal des Baches Valkovský potok, eines Nebenflusses der Radomka im Einzugsgebiet der Topľa. Das Ortszentrum liegt auf einer Höhe von 243 m n.m. und ist 12 Kilometer von Giraltovce sowie 24 Kilometer von Svidník entfernt.
Nachbargemeinden sind Kožany im Norden, Okrúhle im Nordosten und Osten, Valkovce im Südosten, Lascov im Süden und Südwesten, Marhaň im Westen und Kučín im Nordwesten.

## Geschichte
Štefurov entstand in der ersten Hälfte des 14. Jahrhunderts in der Herrschaft von Radoma nach deutschem Recht und wurde zum ersten Mal 1414 als Stuferka beziehungsweise Stwfurka schriftlich erwähnt, weitere historische Bezeichnungen sind unter anderen Stofurov (1773), Staffaro (1786) und Stefurov (1808). 1427 wurden 20 Porta verzeichnet, und der Ort lag in der Herrschaft der Makovica. Nach mehreren polnischen Einfällen im späten 15. Jahrhundert kam es zu einer beträchtlichen Entvölkerung. Ab dem 16. Jahrhundert war das Dorf Besitz von Familien wie Bornemissa, Bocskay, Rákóczi und im 18. Jahrhundert Illésházy.
1787 hatte die Ortschaft 39 Häuser und 273 Einwohner, 1828 zählte man 42 Häuser und 337 Einwohner, die als Landwirte, Leineweber, Viehhalter und Weber beschäftigt waren.
Bis 1918 gehörte der im Komitat Sáros liegende Ort zum Königreich Ungarn und kam danach zur Tschechoslowakei beziehungsweise heute Slowakei. In den Jahren 1943 und 1944 gab es aktive Partisanengruppen auf dem Gemeindegebiet. Nach dem Zweiten Weltkrieg pendelte ein Großteil der Einwohner zur Arbeit in Industriebetriebe in Giraltovce, Prešov und Svidník.

## Bevölkerung
| Jahr                | 1994 | 2004    | 2014    | 2024     |
| ------------------- | ---- | ------- | ------- | -------- |
| Anzahl der Personen | 106  | 111     | 111     | 99       |
| Unterschied         |      | +4,71 % | −1,42 % | −10,81 % |

| Jahr                | 2023 | 2024    |
| ------------------- | ---- | ------- |
| Anzahl der Personen | 103  | 99      |
| Unterschied         |      | −3,88 % |

Gemäß der Volkszählung 2011 wohnten in Štefurov 117 Einwohner, davon 107 Slowaken und sieben Russinen. Drei Einwohner machten keine Angabe zur Ethnie.
93 Einwohner bekannten sich zur griechisch-katholischen Kirche, 14 Einwohner zur römisch-katholischen Kirche und zwei Einwohner zur orthodoxen Kirche. Fünf Einwohner waren konfessionslos und bei drei Einwohnern wurde die Konfession nicht ermittelt.

## Bauwerke
- griechisch-katholische Kirche Schutz der hochheiligen Gottesgebärerin im klassizistischen Stil aus dem Jahr 1821[6]

## Verkehr
In Štefurov endet die Cesta III. triedy 3534 („Straße 3. Ordnung“) als Abzweig der Cesta I. triedy 21 („Straße 1. Ordnung“) von Lipníky zur polnischen Grenze bei Vyšný Komárnik, als Teil der E 371.